# قائمة منشآت تعليمية عليا بالقاهرة الكبرى
هي قائمة تضم المنشآت التعليمية العليا التي تقع بإقليم القاهرة الكبرى والذي يشمل محافظات القاهرة والجيزة والقليوبية.

## منشآت تعليمية تمولها الدولة
| المنشأة                          | التأسيس | الموقع الإلكتروني                                             | المقر            | الملاحظات |
| -------------------------------- | ------- | ------------------------------------------------------------- | ---------------- | --- |
| جامعات                           |         |                                                               |                  | |
| جامعة الأزهر                     | 970     | azhar.edu.eg                                                  | محافظة القاهرة   | |
| جامعة القاهرة                    | 1908    | cu.edu.eg                                                     | محافظة الجيزة    | |
| جامعة عين شمس                    | 1950    | asu.edu.eg                                                    | محافظة القاهرة   | |
| جامعة حلوان                      | 1975    | helwan.edu.eg نسخة محفوظة 7 أغسطس 2021 على موقع واي باك مشين. | محافظة القاهرة   | |
| جامعة بنها                       | 1976    | bu.edu.eg                                                     | محافظة القليوبية | |
| أكاديميات ومعاهد عليا            |         |                                                               |                  | |
| أكاديمية السادات للعلوم الإدارية | 1981    | sams.edu.eg                                                   | محافظة القاهرة   | |
| أكاديمية الفنون                  | 1959    | aoa.edu.eg academyofarts.edu.eg                               | محافظة الجيزة    | تضم 7 معاهد هي (المعهد العالي للفنون المسرحية، المعهد العالي للسينما، المعهد العالي للباليه، المعهد العالي للموسيقى العربية، المعهد العالي للموسيقى "الكونسرفاتوار"، المعهد العالي للفنون الشعبية، المعهد العالي للنقد الفني) |
| الأكاديمية المصرية لعلوم الطيران | 1932    | eaaegypt.com                                                  | محافظة الجيزة    | تضم ثلاث كليات هي: الكلية المصرية للطيران، كلية المراقبة الجوية، كلية الدراسات المتخصصة. بالإضافة إلى معهد الحاسبات وتكنولوجيا معلومات الطيران والفضاء.                                                                       |

## المنشآت التعليمية الخاصة والأهلية
| المنشأة                                                      | التأسيس | الموقع الإلكتروني                                            | المقر                                                                           | الملاحظات |
| ------------------------------------------------------------ | ------- | ------------------------------------------------------------ | ------------------------------------------------------------------------------- | --- |
| جامعات                                                       |         |                                                              |                                                                                 | |
| الجامعة العمالية                                             | 1985    | wunv.edu.eg                                                  | محافظة القاهرة                                                                  | |
| جامعة هليوبوليس                                              | 2012    | hu.edu.eg                                                    | مصر الجديدة، محافظة القاهرة                                                     | |
| جامعة 6 أكتوبر                                               | 1996    | o6u.edu.eg                                                   | السادس من أكتوبر، محافظة الجيزة                                                 | |
| جامعة أكتوبر للعلوم الحديثة والآداب                          | 1996    | msa.edu.eg                                                   | السادس من أكتوبر، محافظة الجيزة                                                 | |
| جامعة الجيزة الجديدة "جامعة نيو جيزة"                        | 2016    | ngu.edu.eg                                                   | الجيزة الجديدة، محافظة الجيزة                                                   | |
| جامعة بدر بالقاهرة                                           | 2014    | buc.edu.eg                                                   | مدينة بدر، محافظة القاهرة                                                       | |
| جامعة المستقبل                                               | 2006    | fue.edu.eg                                                   | القاهرة الجديدة، محافظة القاهرة                                                 | |
| جامعة النيل                                                  | 2006    | nu.edu.eg                                                    | السادس من أكتوبر، محافظة الجيزة                                                 | |
| الجامعة الحديثة للتكنولوجيا والمعلومات                       | 2004    | mti.edu.eg                                                   | المعادي، محافظة القاهرة                                                         | |
| جامعة مصر للعلوم والتكنولوجيا                                | 1996    | must.edu.eg                                                  | السادس من أكتوبر، محافظة الجيزة                                                 | |
| جامعة مصر الدولية                                            | 1996    | miuegypt.edu.eg                                              | طريق مصر الإسماعيلية، محافظة القاهرة                                            | |
| مدينة زويل للعلوم والتكنولوجيا                               | 2012    | zewailcity.edu.eg                                            | السادس من أكتوبر، محافظة الجيزة                                                 | تضم جامعة العلوم والتكنولوجيا |
| الجامعة المصرية للتعلم الإلكتروني                            | 2008    | eelu.edu.eg                                                  | الدقي، محافظة الجيزة                                                            | |
| الجامعة العربية المفتوحة                                     | 2002    | arabou.org                                                   | مدينة نصر، محافظة القاهرة                                                       | |
| الجامعة الأمريكية بالقاهرة                                   | 1919    | aucegypt.edu                                                 | القاهرة الجديدة، محافظة القاهرة                                                 | |
| الجامعة البريطانية في مصر                                    | 2005    | bue.edu.eg                                                   | مدينة الشروق، محافظة القاهرة                                                    | |
| جامعة الأهرام الكندية                                        | 2005    | acu.edu.eg                                                   | السادس من أكتوبر، محافظة الجيزة                                                 | |
| الجامعة الفرنسية في مصر                                      | 2002    | ufe.edu.eg                                                   | مدينة الشروق، محافظة القاهرة                                                    | |
| الجامعة الألمانية بالقاهرة                                   | 2002    | guc.edu.eg                                                   | القاهرة الجديدة، محافظة القاهرة                                                 | |
| الجامعة المصرية الروسية                                      | 2006    | eru.edu.eg                                                   | مدينة بدر، محافظة القاهرة                                                       | |
| الجامعة المصرية الصينية                                      | 2016    |                                                              | جسر السويس، محافظة القاهرة                                                      | |
| أكاديميات ومعاهد عليا                                        |         |                                                              |                                                                                 | |
| الأكاديمية العربية للعلوم والتكنولوجيا والنقل البحري         | 1972    | aast.edu نسخة محفوظة 13 فبراير 2024 على موقع واي باك مشين.   | مصر الجديدة، محافظة القاهرة                                                     | |
| أكاديمية الشروق                                              | 1995    | sha.edu.eg                                                   | مدينة الشروق، محافظة القاهرة                                                    | |
| أكاديمية طيبة المتكاملة للعلوم                               | 1995    | thebesacademy.org                                            | المعادي، محافظة القاهرة طريق سقارة، محافظة الجيزة                               | تضم 3 معاهد هي (معهد طيبة العالي لتكنولوجيا الإدارة والمعلومات بسقارة، معهد طيبة العالي للحاسب والعلوم الإدارية بالمعادي، معهد طيبة العالي للهندسة بالمعادي) |
| الأكاديمية الحديثة                                           | 1993    | modern-academy.edu.eg                                        | المعادي، محافظة القاهرة                                                         | |
| أكاديمية أخبار اليوم                                         | 1999    | akhbaracademy.edu.eg                                         | السادس من أكتوبر، محافظة الجيزة                                                 | |
| الأكاديمية الدولية للهندسة وعلوم الإعلام                     | 2002    | iaems.edu.eg                                                 | السادس من أكتوبر، محافظة الجيزة                                                 | |
| أكاديمية القاهرة الجديدة                                     | 2001    | newcairoacademy.net                                          | القاهرة الجديدة، محافظة القاهرة                                                 | تضم 4 معاهد هي (المعهد العالي للفنون التطبيقية، المعهد العالي للهندسة والتكنولوجيا، المعهد العالي للعلوم الإدارية والتجارة الخارجية، المعهد العالي لعلوم الحاسب ونظم المعلومات) |
| أكاديمية المستقبل                                            |         | fa-hiss.edu.eg futureacademyegypt.info                       | محافظة القاهرة                                                                  | تضم معهدين هما (المعهد العالي للدراسات النوعية بمصر الجديدة، المعهد العالي للدراسات التكنولوجية المتخصصة بأول طريق مصر الإسماعيلية الصحراوي) |
| أكاديمية الجزيرة                                             |         | gi.edu.eg                                                    | المقطم، محافظة القاهرة                                                          | تضم 3 معاهد هي (معهد الجزيرة العالي للحاسب الآلي ونظم المعلومات الإدارية، معهد الجزيرة العالي للإعلام وعلوم الاتصال، معهد الجزيرة العالي للهندسة والتكنولوجيا) |
| أكاديمية وادي العلوم                                         |         |                                                              | أرض جمعية أحمد عرابي، الكيلو 26 طريق مصر الإسماعيلية الصحراوي، محافظة القليوبية | تضم معهدين هما (معهد الوادي العالي للعلوم الإدارية والمالية ونظم المعلومات، معهد الوادي العالي للهندسة والتكنولوجيا) |
| مدينة الثقافة والعلوم                                        |         | csi.edu.eg                                                   | محافظة القاهرة محافظة الجيزة                                                    | تضم عشرة معاهد عليا تخصصية منها 7 معاهد بالسادس من أكتوبر وهي (المعهد العالي للهندسة، المعهد العالي للإعلام وفنون الاتصال، المعهد العالي لعلوم الحاسب ونظم المعلومات، المعهد العالي للغات، المعهد العالي للعلوم الإدارية، معهد أكتوبر العالي للاقتصاد، المعهد العالي للخدمة الاجتماعية) و3 معاهد بمصر الجديدة وهي (المعهد العالي للغات، المعهد العالي للسياحة والفنادق، المعهد العالي لتكنولوجيا البصريات) |
| معاهد العبور                                                 | 1999    | oi.edu.eg نسخة محفوظة 13 فبراير 2024 على موقع واي باك مشين.  | مدينة العبور، محافظة القليوبية                                                  | تضم معهدين هما (معهد العبور العالي للهندسة والتكنولوجيا، معهد العبور العالي للإدارة والحاسبات ونظم المعلومات) |
| معاهد المدينة العليا                                         |         | madinagroups.edu.eg                                          | شبرامنت، محافظة الجيزة                                                          | تضم 3 معاهد هي (معهد المدينة العالي للغات الدولية، معهد المدينة العالي للإدارة والتكنولوجيا، معهد المدينة العالي للهندسة والتكنولوجيا) |
| معاهد القاهرة العليا                                         |         | chi-eg.com                                                   | المقطم، محافظة القاهرة                                                          | تضم معهدين هما (معهد القاهرة العالي للسياحة والفنادق، معهد القاهرة العالي للغات والترجمة الفورية والعلوم الإدارية والحاسب الآلي) |
| معاهد الفراعنة                                               |         | pharaohs-institutes.com                                      | المريوطية، محافظة الجيزة                                                        | تضم معهدين هما (معهد الفراعنة العالي للسياحة والفنادق، معهد الفراعنة العالي للحاسب الآلي ونظم المعلومات والإدارة) |
| الكلية الكندية الدولية المعهد الكندي العالي                  | 2004    | cic-cairo.com                                                | السادس من أكتوبر، محافظة الجيزة التجمع الخامس، القاهرة الجديدة، محافظة القاهرة  | له فرعين بالسادس من أكتوبر هما (المعهد الكندي العالي لتكنولوجيا الإدارة، المعهد الكندي العالي لتكنولوجيا الهندسة) وفرعين بالقاهرة الجديدة هما (المعهد الكندي العالي لتكنولوجيا الهندسة والإدارة، المعهد الكندي العالي لتكنولوجيا الإعلام الحديث) |
| المعهد العالي للدراسات المتطورة                              | 1995    | advancedacademy.edu.eg elmotatawera.com                      | شارع الهرم، محافظة الجيزة القطامية، محافظة القاهرة                              | له فرعين الأول بالهرم والثاني بالقطامية |
| المعهد التكنولوجي العالي                                     | 1988    | hti.edu.eg نسخة محفوظة 13 فبراير 2024 على موقع واي باك مشين. | السادس من أكتوبر، محافظة الجيزة                                                 | |
| معهد هندسة وتكنولوجيا الطيران                                |         | iaet-edu.org                                                 | إمبابة، محافظة الجيزة                                                           | |
| المعهد العالي للهندسة                                        |         |                                                              | مدينة 15 مايو، حلوان، محافظة القاهرة                                            | |
| معهد السلام العالي للهندسة والتكنولوجيا                      |         | alsalam.edu.eg                                               | جسر السويس، محافظة القاهرة                                                      | |
| معهد القاهرة العالي للهندسة وعلوم الحاسب والإدارة            |         | cairohigherinstitute.com                                     | القاهرة الجديدة، محافظة القاهرة                                                 | |
| المعهد العالي للخدمة الاجتماعية                              |         | swic-edu.com                                                 | مدينة نصر، محافظة القاهرة                                                       | |
| المعهد العالي للخدمة الاجتماعية                              |         |                                                              | بنها، محافظة القليوبية                                                          | |
| المعهد العالي للدراسات التعاونية والإدارية                   |         | cooperative-eg.com                                           | المنيرة، محافظة القاهرة                                                         | |
| المعهد العالي للتعاون الزراعي                                |         |                                                              | شبرا الخيمة، محافظة القليوبية                                                   | |
| المعهد العالي للغات                                          |         |                                                              | مساكن شيراتون، مصر الجديدة، محافظة القاهرة                                      | |
| معهد المعارف العالي للغات والترجمة                           |         | elmaref.edu.eg                                               | الزيتون، محافظة القاهرة                                                         | |
| المعهد العالي الدولي للغات والترجمة الفورية                  |         |                                                              | القاهرة الجديدة، محافظة القاهرة                                                 | |
| معهد الألسن العالي                                           |         | alalson.edu.eg                                               | مدينة نصر، محافظة القاهرة                                                       | |
| المعهد العالي للسياحة والفنادق                               |         | hith.info                                                    | السادس من أكتوبر، محافظة الجيزة                                                 | |
| المعهد المصري العالي للسياحة والفنادق                        |         |                                                              | مساكن شيراتون، مصر الجديدة، محافظة القاهرة                                      | |
| المعهد العالي للدراسات النوعية                               |         |                                                              | المريوطية، محافظة الجيزة                                                        | |
| المعهد العالي للعلوم الإدارية                                |         | hims.edu.eg                                                  | القطامية، محافظة القاهرة                                                        | |
| معهد القاهرة الجديدة العالي للعلوم الإدارية والحاسب الآلي    |         |                                                              | التجمع الأول، القاهرة الجديدة، محافظة القاهرة                                   | |
| المعهد العالي للتسويق والتجارة ونظم المعلومات                |         | mciegy.net                                                   | التجمع الأول، القاهرة الجديدة، محافظة القاهرة                                   | |
| المعهد العالي للحاسبات ونظم المعلومات                        |         | hicmis.org                                                   | التجمع الأول، القاهرة الجديدة، محافظة القاهرة                                   | |
| معهد أكتوبر العالي للهندسة والتكنولوجيا                      |         | hiinstitutearch.com                                          | السادس من أكتوبر، محافظة الجيزة                                                 | |
| المعهد العالي للحاسبات ونظم المعلومات الإدارية وعلوم الإدارة |         | hicms-shoubra.net                                            | شبرا الخيمة، محافظة القليوبية                                                   | |
| المعهد العالي للعلوم الإدارية                                |         | msiteg.com                                                   | طموه، محافظة الجيزة                                                             | |
| المعهد العالي للعلوم الإدارية                                |         | ohi.com.eg                                                   | أوسيم، محافظة الجيزة                                                            | |
| المعهد العالي للفنون التطبيقية                               |         | appliedarts.org                                              | السادس من أكتوبر، محافظة الجيزة                                                 | |
| معهد الصفوة العالي للهندسة والتكنولوجيا                      |         | alsafwa.edu.eg                                               | الكيلو 39 طريق مصر الإسماعيلية الصحراوي، محافظة القليوبية                       | |
| معهد الجيزة العالي للهندسة والتكنولوجيا                      |         | geiegy.com                                                   | المنيب، محافظة الجيزة                                                           | |
| معهد الأهرامات العالي للهندسة والتكنولوجيا                   |         | pyramid-institute.org                                        | طريق الواحات، محافظة الجيزة                                                     | |
| المعهد العالى للهندسة والتكنولوجيا الحديثة                   |         | engmarg.com نسخة محفوظة 28 يناير 2022 على موقع واي باك مشين. | المرج، محافظة القليوبية                                                         | |
| معهد العباسية للحاسبات الآلية والعلوم التجارية               |         | abasiainstitute.com                                          | العباسية، محافظة القاهرة                                                        | |

## منشآت تعليمية أخرى
| المنشأة                                     | التأسيس | الموقع الإلكتروني                                                 | المقر                       | الملاحظات |
| ------------------------------------------- | ------- | ----------------------------------------------------------------- | --------------------------- | --- |
| الكلية التكنولوجية بالمطرية                 |         |                                                                   | محافظة القاهرة              | من الكليات التكنولوجية التابعة لوزارة التعليم العالي و المنشأة بالقرار الوزاري رقم 528 بتاريخ 22/4/2003 ومدة الدراسة بها سنتان وتضم (المعهد الفني الصناعي بالمطرية، المعهد الفني التجاري بالمطرية، المعهد الفني للسياحة والفنادق بالمطرية، المعهد الفني للبصريات بالمطرية، المعهد الفني التجاري بشبرا، المعهد الفني الصناعي بشبرا). |
| الكلية التكنولوجية بالصحافة                 |         |                                                                   | محافظة القاهرة              | من الكليات التكنولوجية التابعة لوزارة التعليم العالي و المنشأة بالقرار الوزاري رقم 528 بتاريخ 22/4/2003 ومدة الدراسة بها سنتان وتضم (المعهد الفني الصناعي بالصحافة، المعهد الفني لمواد البناء بحلوان، المعهد الفني التجاري بالروضة، المعهد الفني للمساحة والري بالجيزة). |
| المجمع التكنولوجي المتكامل بالأميرية        |         | itecamirya.edu.eg نسخة محفوظة 12 مايو 2016 على موقع واي باك مشين. | الأميرية، محافظة القاهرة    | يقبل الطلاب الحاصلين على الثانوية العامة الشعبة الهندسية ومدة الدراسة به على الأقل بالنسبة لهؤلاء الطلاب سنتان دراسيتان، ويمكن استكمالها حتى أربع سنوات. الشهادات الممنوحة: (المرحلة الأولي: المدرسة الثانوية التقنية (3 سنوات "شهادة دبلوم التكنولوجيا من وزارة التربية والتعليم")، المرحلة الثانية: الكلية التقنية المتوسطة ( سنتان "شهادة دبلوم التكنولوجيا العالي في التخصص من وزارة التعليم العالي")، المرحلة الثالثة: الكلية التقنية المتقدمة (سنتان "شهادة بكالوريوس في التكنولوجيا المتقدمة من وزارة التعليم العالي"). |
| مركز التكنولوجيا المتميز بالأميرية          |         |                                                                   | الأميرية، محافظة القاهرة    | يقبل الطلاب الحاصلين على الثانوية العامة الشعبة الهندسية ومدة الدراسة به سنتان دراسيتان. |
| المجمع التكنولوجي المتكامل بالسلام          |         |                                                                   | السلام، محافظة القاهرة      | يقبل الطلاب الحاصلين على الثانوية العامة الشعبة الهندسية ومدة الدراسة به سنتان دراسيتان. |
| معهد الإدارة والسكرتارية بكلية رمسيس للبنات |         |                                                                   | غمرة، محافظة القاهرة        | يقبل الطالبات فقط. مدة الدراسة به أربع سنوات دراسية على مرحلتين، المرحلة الأولى: مدتها سنتان، المرحلة الثانية: مدتها سنتان وتلتحق بها الحاصلات على تقدير جيد على الأقل من طالبات المرحلة الأولى الحاصلين على الثانوية العامة الشعبة الهندسية. |
| معهد الإدارة والسكرتارية                    |         |                                                                   | مصر القديمة، محافظة القاهرة | يقبل الطالبات فقط. مدة الدراسة: أربع سنوات دراسية علي مرحلتين، المرحلة الأولى : مدتها سنتان تحصل من تجتازها على دبلوم الإدارة والسكرتارية، المرحلة الثانية: تلتحق بها الطالبات الحاصلات على درجة الدبلوم من طالبات المرحلة الأولي ويحصلن في نهايتها على درجة البكالوريوس في إحدى التخصصين (إدارة وسكرتارية – مشروعات صغيرة). |

## وصلات خارجية
- المجلس الأعلى للجامعات المصرية
- بوابة الحكومة المصرية - خدمات تنسيق القبول بالكليات والمعاهد
- بوابة الحكومة المصرية - خدمات تنسيق القبول بالكليات والمعاهد نسخة محفوظة 27 نوفمبر 2016 على موقع واي باك مشين.